# Stefanie Tyrka-Gebell
Stefanie Tyrka-Gebell (* 1854; † 1949) war eine österreichische Theaterschauspielerin. Sie gab außerdem eine Anthologie mit Exzerpten aus Texten zeitgenössischer Schriftsteller heraus.
Sie lebte von 1890 bis 1898 und ab 1905 ständig in Graz und war mit einem Regierungsbeamten verheiratet.
Stefanie Tyrka-Gebell spielte auf Liebhaberbühnen Theater und interessierte sich für Literatur und Musik. Sie unterhielt einen Salon, in dem junge Autoren und Musiker verkehrten. Zu ihnen zählte auch von circa 1902 bis 1909 der Schriftsteller Robert Musil.
Ihr 1902 erschienenes Buch Silhouetten enthält Texte von Otto Julius Bierbaum, Robert Hamerling, Knut Hamsun, Gottfried Keller, Peter Rosegger, Friedrich Spielhagen, August Strindberg, Hermann Sudermann u. a.

## Werke
- Silhouetten. Eine Sammlung aus realistischen Romanen der Frühmoderne und Moderne. Mit einem Vorwort von Peter Rosegger, August Schupp, München 1902.[1]